# Cufar
Cufar – wieś w Gwinei Bissau, w prowincji Sul, w regionie Tombali.

## Położenie
Wieś znajduje się przy drodze z Buba do Catió.
W pobliżu zlokalizowane jest lotnisko Cufar (kod ICAO GGCF), które obsługuje przede wszystkim pobliską stolicę regionu Catió.